# Смедберг-Даленсе, Мартин
Марти́н Рами́ро Гилье́рмо Сме́дберг-Дале́нсе (исп. Martín Ramiro Guillermo Smedberg-Dalence; родился 10 мая 1984 года, Норрчёпинг, Швеция) — боливийский футболист шведского происхождения, вингер. Выступал за сборную Боливии. Действующий ассистент главного тренера в клубе «Утсиктен».
Мартин родился в семье выходцев из Боливии, которые иммигрировали в Швецию в 1980 году.

## Клубная карьера
Даленсе — воспитанник клуба третьего дивизиона Швеции «Гуннильсе». В команде он провёл два сезона, после чего подписал контракт с «Гётеборгом». Из-за высокой конкуренции Мартин редко выходил на поле в матчах Аллсвенскан лиги. Для получения игровой практики он на правах аренды выступал за «Вестра Фрёлунда» и «Юнгшиле». Последняя команда впечатлившийсь игрой Даленсе выкупили его трансфер у «Гётеборга». За «Юнгшиле» Мартин выступал на протяжении трёх сезонов и сыграл более 100 матчей.
В начале 2011 года Даленсе перешёл в клуб из своего родного города «Норрчёпинг». 3 апреля в матче против ГАИСа он дебютировал за новую команду. 16 июля в поединке против «Сюрианска» Мартин забил свой первый гол за «Норрчёпинг».
В 2014 году Даленсе вернулся в «Гётеборг», которому он помог завоевать серебряные медали чемпионата, а также выиграть Кубок Швеции. 20 апреля в поединке против «Кальмара» Мартин забил свой первый гол за команду. В начале 2018 года Даленсе перешёл в «Боливар». 28 января в матче против «Хорхе Вильстерманн» он дебютировал в боливийской Примере. 9 февраля в поединке против «Реал Потоси» Мартин забил свой первый гол за «Боливар».
Впоследствии играл за клубы «Олвейс Реди» и «Утсиктен». С 2020 года — ассистент главного тренера в «Утсиктене».

## Международная карьера
На юношеском уровне Даленсе выступал за сборную Швеции. В 2014 году он получил предложение выступать за сборную своей исторической родины. 15 октября в товарищеском матче против сборной Чили Алехандро дебютировал за сборную Боливии.
В 2015 году Мартин попал в заявку на участие в Кубке Америки в Чили. На турнире он сыграл в матчах против сборных Мексики, Эквадора, Чили и Перу. В поединке против эквадорцев Даленсе забил свой первый гол за национальную команду.
В 2016 году в составе сборной Мартин принял участие в Кубке Америки в США. На турнире он сыграл в матчах против команд Панамы, Чили и Аргентины.

### Голы за сборную Боливии
| #   | Дата         | Место                                    | Противник | Счёт | Результат | Соревнование       |
| --- | ------------ | ---------------------------------------- | --------- | ---- | --------- | ------------------ |
| 01. | 15 июня 2015 | Элиас Фигероа Брандер, Вальпараисо, Чили | Эквадор   | 2:0  | 3:2       | Кубок Америки 2015 |

## Достижения
«Гётеборг»
- Обладатель Кубка Швеции: 2014/15